# Lijst van spelers van Royal Excel Moeskroen
Deze lijst omvat voetballers die bij de Belgische club Royal Excel Moeskroen spelen of gespeeld hebben. Om geen verwarring te zaaien, worden in deze lijst enkel spelers opgenomen die voor de club met stamnummer 216 (Royal Excel Moeskroen of vóór 2010 RRC Péruwelz) hebben gespeeld en geen spelers die enkel voor stamnummer 224 (het voormalige Excelsior Moeskroen) hebben gespeeld. Bij jaartallen vóór 2010 betreft het hier dus een passage bij RRC Péruwelz, vanaf 2010 bij fusieclub Royal Excel Moeskroen. De spelers zijn gerangschikt volgens alfabet.

## A
- Saad Agouzoul (2020-2021)
- Mohamed Aidara (2017-2018)
- Nikola Aksentijević (2015-2016)
- Sébastien Aliotte (2009-2014)
- Sami Allagui (2019-2020)
- Sanaa Altama (2013-2014)
- Selim Amallah (2015-2016, 2017-2019)
- Yoann Andreu (2012-2013)
- Manuel Angiulli (2021-heden)
- Nemanja Antonov (2019-2020)
- Faed Arsène (2011-2012, 2013)
- Dino Arslanagic (2017)
- Zakaria Atteri (2020-heden)
- Taiwo Awoniyi (2017-2018)

## B
- Beni Badibanga (2020-2022)
- Anice Badri (2013-2016)
- Logan Bailly (2017-2018)
- Marko Bakić (2018-heden)
- Eric Bocat (2020-heden)
- Kévin Boli (2013-2015)
- Jonathan Bolingi (2017-2018)
- Yahya Boumediene (2015)
- Jason Bourdouxhe (2021-heden)
- Anthony Bova (2012-2014)
- Frank Boya (2017-2020)
- Yohan Brouckaert (2014)
- Charles-Andreas Brym (2020-2021)
- Jonathan Buatu Mananga (2019)
- Jean Butez (2017-2020)

## C
- Joan Campins (2019-2020)
- Capita (2020-2021)
- Joachim Carcela-Gonzalez (2021-heden)
- Jean-Charles Castelletto (2016)
- Agustín Cedrés (2016-2017)
- Yohann Charlot (2007-2008)
- Teddy Chevalier (2021-heden)
- Billal Chibani (2018-2020)
- Alessandro Ciranni (2019-2021)
- Alexandre Coeff (2015)
- Roy Contout (2014-2015)
- Elimane Coulibaly (2016)
- Pierrick Cros (2014-2015)
- Adnan Custovic (2012)

## D
- Nuno Da Costa (2020-2021)
- Kouadio-Yves Dabila (2020-2021)
- Aleksa Damjanac (2018)
- Emir Dautović (2015)
- Noam Debaisieux (2016-2019)
- Théo Defourny (2015-2017)
- Calvin Dekuyper (2021-heden)
- Matej Delač (2016-2017)
- Benjamin Delacourt (2011-2015)
- Thomas Demol (2017-2018)
- Nathan de Medina (2017-2020)
- Laurent Depoitre (2007-2009)
- Patrick De Vlamynck (2006-2009, 2011-2015)
- Sven Dhoest (2014-2015)
- Abdoulay Diaby (2013-2015)
- Christophe Diandy (2021-heden)
- Christophe Diedhiou (2017-2019)
- Simon Diedhiou (2016-2017)
- Tristan Dingomé (2014-2016)
- Babacar Dione (2016-heden) inclusief jeugd
- Samuel Dog (2011-2014)
- Jugurtha Domrane (2012-2013)
- Jérémy Dumesnil (2015)
- Frédéric Duplus (2021-heden)
- Noë Dussenne (2015-2016, 2018-2019)

## E
- Mike Erny (2009-2010)
- Karim Essikal (2016-2017)

## F
- Imad Faraj (2020-2021)
- Roman Ferber (2016-2017)
- Islam Feruz (2016-2017)
- Anthony Fori (2012-2013)
- Sidney Friede (2019)

## G
- Georgios Galitsios (2018-2019)
- Zinho Gano (2014-2015)
- Aleix García (2019-2020)
- Gilles Garrevoet (2013)
- Nick Gillekens (2019-heden)
- Adrien Giunta (2021-heden)
- Harlem Gnohéré (2014, 2020-heden)
- Bruno Godeau (2017-2020)
- Omar Govea (2017-2018)
- Daniel Graovac (2016-2018)
- El Hadji Gueye (2020-heden)
- Olivier Guilmot (2010-2013)
- Nikola Gulan (2015-2019)

## H
- Hamdi Harbaoui (2008, 2021)
- Deni Hočko (2019-2021)
- Jérémy Houzé (2010-2016) inclusief jeugd
- David Hubert (2015-2017)
- Jérémy Huyghebaert (2012-2014, 2016-2018, 2019-2020)

## I
- Alexandre Ippolito (2019-2021)

## J
- Antonio Jakoliš (2013-2014)
- Marin Jakoliš (2013-2016)
- Julian Jeanvier (2014-2015)
- Mario Jelavić (2018-2019)
- Éric Joly (2006-2009)

## K
- Nathan Kabasele (2017)
- Joel Kalonji-Kalonji (2018-2019)
- Alpha Kane (2010-2013)
- Alexandros Katranis (2018-2019)
- Seïd Khiter (2012-2014)
- Viktor Klonaridis (2013)
- Corentin Koçur (2010-2017) inclusief jeugd
- Hervé Koffi (2020-2021)
- Mićo Kuzmanović (2018-2019)

## L
- Matis Laloux (2022-heden)
- Steeven Langil (2014-2015)
- Kevin Lefranc (2007-2008)
- Christophe Lepoint (2021-heden)
- Mbaye Leye (2018-2019)
- Clément Libertiaux (2017-2020)
- Sébastien Locigno (2017-2018)
- Joyce Lumalisa (2017-2018)
- Luka Luković (2018)

## M
- Zakaria M'Sila (2012)
- Parfait Mandanda (2021-heden)
- Frédéric Maciel (2015-2016)
- Cristian Manea (2015-2017)
- Benson Manuel Hedilazio (2018-2019)
- Ofir Marciano (2015-2016)
- Filip Marković (2015-2017)
- François Marquet (2015-2016)
- Deivydas Matulevičius (2017)
- Noam Mayoka-Tika (2021-heden)
- Jaroslaw Mazurkiewicz (2007-2008)
- Nolan Mbemba (2014-2015)
- Yannis Mbombo (2017-2019)
- Stijn Meert (2011-2012)
- Teddy Mézague (2014-2016, 2017-2018)
- Jerôme Mezine (2010-2013)
- Julian Michel (2013-2016)
- Farouk Miya (2017)
- Dimitri Mohamed (2012-heden)
- Yassin Mohamed (2013-2014)
- Pieter-Jan Monteyne (2014-2015)
- Fejsal Mulić (2016-2017)
- Olivier Myny (2021-heden)

## N
- Darly N'Landu (2020-2021)
- Luca Napoleone (2018-2019)
- Melvin Neves (2016-2017)
- Aristote Nkaka (2015-2018) inclusief jeugd

## O
- Shane O'Neill (2015)
- Fabrice Olinga (2015-2021)
- Cedric Omoigui (2019-2020)
- Jean Onana (2020-2021)
- Alexandre Oukidja (2012-2014)
- Mustapha Oussalah (2015-2016)
- Jonah Osabutey (2019-2020)

## P
- Antun Palić (2017)
- Marko Pavlovski (2015-2016)
- Sébastien Pennacchio (2014-2015)
- Nicolas Perez (2014-2015)
- Stipe Perica (2019-2020)
- Clément Petit (2018-2019)
- Thibault Peyre (2014-2015)
- Stéphane Pichot (2011-2014)
- Frantzdy Pierrot (2018-2019)
- Rafał Pietrzak (2019-2020)
- Virgiliu Postolachi (2020-heden)
- Vincent Provoost (2011-2014)

## Q
- Diogo Queirós (2019-2020)
- Robbe Quirynen (2020-2021)

## R
- Lucas Ribeiro Costa (2021-2022)
- Thomas Robert (2021-heden)
- Ronny Rodelin (2015)
- Dorin Rotariu (2017-2018)
- John Jairo Ruiz (2012-2013)

## S
- Hossein Sadaghiani (1935-1936)
- Rijad Sadiku (2018-2020)
- Enes Sağlık (2020-2021)
- Bassalia Sakanoko (2007-2008)
- Baptiste Salembier (2014)
- Idrisa Sambú (2018-2019)
- Andrés Sarmiento (2018)
- Marko Šćepović (2015-2016)
- Martin Selak (2015-2017)
- Mickaël Seoudi (2013)
- Giovanni Seynhaeve (2006-2009)
- Dylan Seys (2020)
- William Simba (2021-heden)
- Matías Silvestre (2020-2021)
- Stefan Simić (2016-2017)
- Lasse Sobiech (2020)
- Arnaud Souquet (2012-2013)
- Ismaël Sow (2021-heden)
- Sebastjan Spahiu (2017-2020)
- Luka Stojanović (2016-2017)

## T
- Serge Tabekou (2020-heden)
- Clément Tainmont (2021-heden)
- Kevin Tapoko (2016)
- Jérémy Taravel (2021-heden)
- Mickaël Tirpan (2015-2017)
- Tozé (2015-2016)
- Adama Traoré (2014)
- Trézéguet (2016-2017)
- Marvin Turcan (2010-2014, 2015)

## V
- Luigi Vaccaro (2015-2016)
- Vagner da Silva (2015-2017)
- Benjamin Van Durmen (2005-2021) inclusief jeugd
- Florentin Van Roy (2013-2016)
- Kévin Vandendriessche (2012-2015)
- Vaso Vasic (2019-2021)
- Birger Verstraete (2014-2015)
- Valentín Viola (2016)
- Mërgim Vojvoda (2016-2019)
- Mathéo Vroman (2019-heden)

## W
- Omar Wade (2012-2013)
- Olivier Werner (2017-2019)
- Kevin Wimmer (2019-2020)
- Laurent Wuillot (2005-2009)

## X
- Xadas (2020-2021)

## Z
RSC Anderlecht ·
Antwerp FC ·
Beerschot AC ·
Beerschot VA ·
KSK Beveren ·
Rupel Boom ·
Cercle Brugge · 
Club Brugge ·
KRC Genk ·
KAA Gent · 
KV Kortrijk ·
OH Leuven ·
Lierse SK ·
RFC de Liège ·
KSC Lokeren ·
Lommel SK ·
KV Mechelen ·
Royal Excel Moeskroen ·
RAEC Mons ·
KV Oostende ·
RFC Seraing ·
STVV ·
Sporting Charleroi ·
Standard Luik ·
AFC Tubize ·
Union SG ·
KVC Westerlo ·
SV Zulte Waregem